# Арас ан Лавдан
Арас ан Лавдан (фр. Arras-en-Lavedan) насеље је и општина у јужној Француској у региону Миди Пирене, у департману Горњи Пиринеји која припада префектури Аржеле Газо.
По подацима из 2011. године у општини је живело 526 становника, а густина насељености је износила 21,33 становника/km². Општина се простире на површини од 24,66 km². Налази се на средњој надморској висини од 695 метара (максималној 2.288 m, а минималној 509 m).

## Демографија
| 1962. | 1968. | 1975. | 1982. | 1990. | 1999. | 2011. |
| ----- | ----- | ----- | ----- | ----- | ----- | ----- |
| 800   | 455   | 402   | 418   | 418   | 456   | 526   |

График промене броја становника у току последњих година